# Ribera del Arlanza y Monte
La Mancomunidad Ribera del Arlanza y Monte, cuyo número de registro es 0509005, es una agrupación voluntaria de municipios para la gestión en común de determinados servicios de competencia municipal. Fue creada entre varios municipios de la provincia de Burgos, cuando formaba parte de Castilla la Vieja. Hoy la mancomunidad forma parte de la Comunidad Autónoma de Castilla y León, España. 

## Municipios integrantes
Avellanosa de Muñó, Campolara, Cilleruelo de Abajo, Covarrubias, Cuevas de San Clemente, Espinosa de Cerrato, Fontioso, Hortigüela, Iglesiarrubia, Jurisdicción de Lara, Madrigal del Monte, Madrigalejo del Monte, Mambrillas de Lara, Mecerreyes, Puentedura, Quintanilla de la Mata, Quintanilla del Agua y Tordueles, Retuerta, Santa Cecilia, Santa Inés, Torrecilla del Monte,  Villaespasa, Villafruela, Villahoz, Villalmanzo, Villamayor de los Montes, Villangómez y Villaverde del Monte, todos ellos de Burgos, y Espinosa de Cerrato, de Palencia.

## Sede
La sede de la mancomunidad está en Villalmanzo. Su presidente es nombrado por la asamblea de concejales. Dicho cargo es desempeñado por D. Alipio Santamaría Izquierdo.

## Competencias
Limpieza viaria. Recogida, gestión y tratamiento de residuos. Alumbrado público y su mantenimiento. Abastecimiento de aguas a domicilio, mantenimiento y cloración. Mantenimiento de alcantarillado y depuración de aguas residuales. Protección civil. Prevención y extinción de incendios. Oficinas de recaudación de tributos. Servicios culturales y deportivos. Servicios de acción social y de promoción y reinserción social. Parque de maquinaria para obras y servicios. Asesoramiento técnico y jurídico en temas de urbanismo.